# Čeláre
Čeláre (in ungherese Csalár, in tedesco Tschallard) è un comune della Slovacchia facente parte del distretto di Veľký Krtíš, nella regione di Banská Bystrica.

## Storia
Il villaggio fu menzionato per la prima volta nel 1330. Appartenne a numerose famiglie di feudatari locali. Dal 1554 al 1593 fu occupato dai Turchi. Dal 1938 al 1945 venne annesso dall'Ungheria.
Il villaggio conserva un castello in stile barocco del 1770.